# 10480 Jennyblue
10480 Jennyblue (tên chỉ định: 1982 JB2) là một tiểu hành tinh vành đai chính. Nó được phát hiện ở Đài thiên văn Palomar ở Quận San Diego, California, ngày 15 tháng 5 năm 1982. Nó được đặt theo tên Jennifer S. Blue, a member thuộc United States Geological Survey và the secretary thuộc International Astronomical Union's Working Group for Planetary System Nomenclature.